# Nuevo San Luis
Nuevo San Luis är en ort i Mexiko.   Den ligger i kommunen San Luis de la Paz och delstaten Guanajuato, i den centrala delen av landet, 250 km nordväst om huvudstaden Mexico City. Nuevo San Luis ligger 2 003 meter över havet och antalet invånare är 260.
Terrängen runt Nuevo San Luis är platt västerut, men österut är den kuperad. Runt Nuevo San Luis är det ganska tätbefolkat, med 52 invånare per kvadratkilometer. Närmaste större samhälle är San Luis de la Paz, 2,1 km öster om Nuevo San Luis. Trakten runt Nuevo San Luis består i huvudsak av gräsmarker.